# Baldur's Gate III
Baldur's Gate III è un videogioco di ruolo del 2023 sviluppato e pubblicato da Larian Studios per Microsoft Windows, MacOS, PlayStation 5. Si tratta del terzo capitolo ufficiale della serie Baldur's Gate, basato a sua volta sul gioco di ruolo Dungeons & Dragons.
Il gioco è stato pubblicato con la formula accesso anticipato su Steam e Google Stadia il 6 ottobre 2020. La versione completa del gioco era originariamente prevista per il 31 agosto 2023, successivamente la data di pubblicazione è stata anticipata per personal computer al 3 agosto e posticipata per PlayStation 5 il 6 settembre 2023.
Larian Studios pubblica il videogioco anche sulle console Xbox Series X e Series S il 7 dicembre del 2023.
A seguito dell'avvenuta chiusura di Stadia (cause finanziarie), la versione finale non verrà mai pubblicata sulla piattaforma di cloud gaming di Google.
Baldur's Gate III è stato inoltre insignito del premio gioco dell'anno dei The Game Awards del 2023.

## Trama
Il personaggio del giocatore si risveglia su un nautiloide di un Mind Flayer. Insieme ad altri compagni di prigionia, il/la protagonista è stato/a confinato/a all'interno di una capsula di contenimento e un girino di Mind Flayer è stato inserito nel loro occhio. Il nautiloide si fa strada attraverso il Faerûn e inizia a distruggere gli edifici mentre vola attraverso la città di Yartar. Un gruppo di Githyanki (razza umanoide un tempo schiavizzata dai Mind Flayer, ed ora loro acerrimi avversari) in groppa a dei draghi rossi intercetta il mezzo e lo attacca, iniziando ad essere in vantaggio. Il Mind Flayer ordina quindi al nautiloide di scomparire e riappare in una località montagnosa del mondo. I githyanki, tuttavia, riescono a rintracciare il veicolo biologico e lo attaccano ancora una volta. Trovando un'apertura nella nave danneggiata, un drago rosso sputa fuoco su un punto vulnerabile, provocando un'esplosione che fa perdere l'equilibrio al Mind Flayer. La creatura cerca di riposizionare il nautiloide un'altra volta, ma l'esplosione lo danneggia gravemente. Dopo aver effettuato un altro teletrasporto, per sfuggire alle minacce, il nautiloide si schianta sul suolo del Faerûn.
Il personaggio del giocatore si sveglia, arenato vicino alla riva del fiume Chionthar (da qualche parte apparentemente molto vicino a Elturel), dove le macerie del veicolo coprono il terreno. A causa del girino inoculato nel suo corpo, si ritrova dotato di nuove abilità, inclusa la telepatia. Il giocatore si mette in marcia e può trovare compagni lungo la sua strada (alcuni dei quali erano anche al suo fianco sul nautiloide). Tuttavia, i potenziali compagni credono che, per via dei girini, si trasformeranno presto in Mind Flayer quindi si mettono alla ricerca di un potente chierico affinché possa guarirli.

## Modalità di gioco
Il gioco è basato su Divinity Engine (motore di gioco anche della saga Divinity: Original Sin) e sul set di regole della quinta edizione di Dungeons & Dragons, anche se Larian ha dichiarato la necessità di alcuni ritocchi e modifiche per meglio adattarlo al media videoludico, ad esempio, il sistema di combattimento dovrebbe essere più a favore del giocatore rispetto alla versione da tavolo, per rendere il gioco più divertente.

## Doppiaggio
- Narratore - Amelia Tyler
- Cuorescuro - Jennifer English
- Astarion - Neil Newbon
- Gale - Tim Downie
- Lae'Zel - Devora Wilde
- Wyll - Theo Solomon
- Karlach - Samantha Béart
- Halsin - Dave Jones
- Minthara - Emma Gregory
- Jaheira - Tracy Wiles
- Raphael - Andrew Wincott
- Generale Ketheric Thorm - J.K. Simmons
- Minsc - Matt Mercer
- Lord Enver Gortash - Jason Isaacs
- Orin the Red - Maggie Robertson[7]

## Sviluppo
La versione ad accesso anticipato è uscita il 6 ottobre 2020. Come hanno dichiarato gli sviluppatori, i dati attualmente salvati non potranno essere trasferiti nel gioco definitivo.
10 novembre, continua lo sviluppo della versione per Xbox Series, in particolare gli ingegneri sono riusciti a ridurre la quantità di RAM e di VRAM del 38% a favore della console Series S.
L'amministratore delegato di Larian Studio, Swen Vincke dichiara che il videogioco non avrà DLC e neanche un sequel (sviluppato da loro).
La Patch n.7 di ottobre 2024, aggiunge 13 finali malvagi, miglioria la quality of life; split screen ecc.

## Accoglienza
| Testata                         | Versione      | Giudizio |
| ------------------------------- | ------------- | -------- |
| Metacritic (media al 17·2·2024) | PlayStation 5 | 96/100   |
| Metacritic (media al 17·2·2024) | Xbox Series   | 99/100   |
| Metacritic (media al 17·2·2024) | PC            | 96/100   |
| OpenCritic (media al 17·2·2024) | collettivo    | 96/100   |

Il videogioco ha ricevuto un'accoglienza estremamente favorevole/positiva, l'aggregatore Metacritic gli ha assegnato il glifo Must Play.
Su Steam, sono stati registrati oltre 875.000 giocatori contemporanei, rendendolo il secondo miglior lancio del 2023.

### Vendite
Il gioco ha venduto oltre 2.5 milioni di copie nel suo periodo di accesso anticipato.

### Riconoscimenti
Vincitore di sei premi e una candidatura come Best Supporting Performer per Amelia Tyler (the narrator) ai Golden Joystick Awards 2023:
1. Ultimate Game of the Year
2. PC Game of the Year
3. Best Supporting Performer: Neil Newborn (Astarion)
4. Best Storytelling
5. Best Visual Design
6. Best Game Community.[17]

Vincitore di cinque premi e doppia candidatura nella categoria Outstanding Achievement in Character per i personaggi Astarion e per Karlach ai D.I.C.E. Awards 2024:
1. Game of the Year
2. Role-Playing Game of the Year
3. Outstanding Achievement in Story
4. Outstanding Achievement in Game Design
5. Outstanding Achievement in Game Direction.[18]

Vincitore di cinque premi e candidato nelle categorie Artistic Achievement; Multiplayer e varie Performer Role ai 20th BAFTA Games Awards 2024:
1. Best Game
2. Narrative
3. Performer in a Supporting Role: Andrew Wincott (Raphael)
4. Music: Borislav Slavov (compositore)
5. EE Players’ Choice Award (voto del pubblico)[20]